# ۸۵۷ (قمری)
۸۵۷ (قمری)، هشتصد و پنجاه و هفتمین سال در گاهشماری هجری قمری است. اول محرم این سال برابر با بیست و یکم ژانویه سال ۱۴۵۳ میلادی است.

## وابسته
- اوزون حسن